# Castelul negru
Castelul negru este un film de groază american din 1952, regizat de Nathan H. Juran. Rolurile principale au fost interpretate de actorii Richard Greene, Boris Karloff și Stephen McNally.

## Rezumat
Sir Ronald Burton (Greene), un gentleman britanic, investighează dispariția a doi dintre prietenii săi la moșia austriacă a sinistrului conte von Bruno (McNally). În secret, Bruno caută răzbunare împotriva conducătorilor unei forțe britanice care i-a întors pe nativi împotriva lui în Africa colonială: prietenii dispăruți ai lui Burton se numără printre victimele lui Bruno, iar Burton este acum și el în capcană. Burton intenționează să scape cu contesa abuzată de Bruno, dar acoliții contelui îi opresc.

## Distribuție
- Richard Greene - Sir Ronald Burton, alias Richard Beckett
- Boris Karloff - Dr. Meissen
- Stephen McNally -  Contele Carl von Bruno
- Rita Corday - Contesa Elga von Bruno (ca Paula Corday)
- Lon Chaney, Jr. - Gargon
- John Hoyt - Contele Steiken
- Michael Pate - Contele Ernst von Melcher
- Nancy Valentine - Therese von Wilk
- Tudor Owen - Romley
- Henry Corden - Fender
- Otto Waldis -  Krantz the Innkeeper

## Producție
Filmul urma să fie regizat de Joseph Pevney, cu Nathan Juran ca regizor artistic. Pevney a fost nemulțumit de scenariu și când Universal a refuzat să facă modificările pe care și le dorea, a părăsit producția filmului. Universal a decis să-l promoveze pe Juran ca regizor cu două săptămâni înainte de începerea filmărilor. Timpul de filmare a fost de douăzeci de zile.
Juran a afirmat că a fost ajutat foarte mult de distribuție, în special de Boris Karloff (care „a pus atât de mult în personajul său care nici nu era în scenariu”), cât și de regizorul său asistent, Bill Hammond. Universal a fost impresionat de munca lui Juran și i-a oferit un contract de un an ca regizor.

## Vezi și
- Listă de filme americane din 1952
- Listă de filme de groază din anii 1950